# Rimu
De rimu (Dacrydium cupressinum) is een grote, groenblijvende conifeer uit de familie Podocarpaceae. 
De boom heeft een stevige stam die een diameter kan bereiken van 1,5 tot 2 meter. De schors is donkerbruin en bladert af in grote dikke schilfers. Het hout heeft een donkerrode kleur. Jonge exemplaren van deze boom hebben talrijke takken, terwijl volwassen exemplaren weinig takken hebben. De takken zijn gespreid en daaraan hangen dunne hangende twijgen. De bladeren hebben een donkergroene, bronsgroene, roodgroene of oranje kleur. De soort is tweehuizig, met mannelijke en vrouwelijke kegels op aparte bomen.

## Verspreiding
De soort komt voor in Nieuw-Zeeland, op het Noordereiland, het Zuidereiland en op Stewarteiland. Het grootste aantal exemplaren komt voor in de bossen aan de westkust van het Zuidereiland. De boom groeit in laaglandbossen en in bergbossen. Af en toe komt de soort in struikvormige gedaante voor te midden van sub-alpien struikgewas. De soort staat op de Rode Lijst van de IUCN geklasseerd als 'niet bedreigd'.